# Carlo Brioschi (Maler)

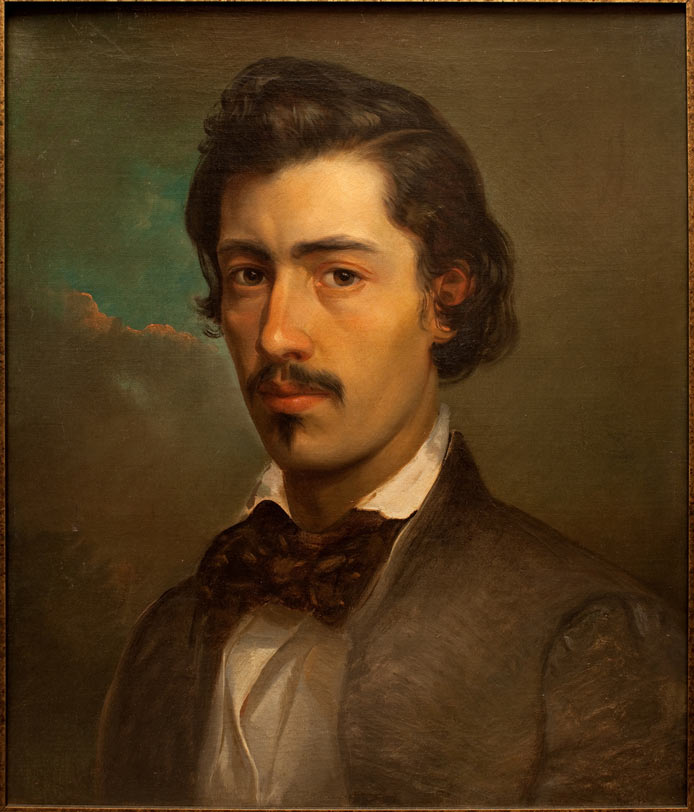
Selbstbildnis (um 1850)

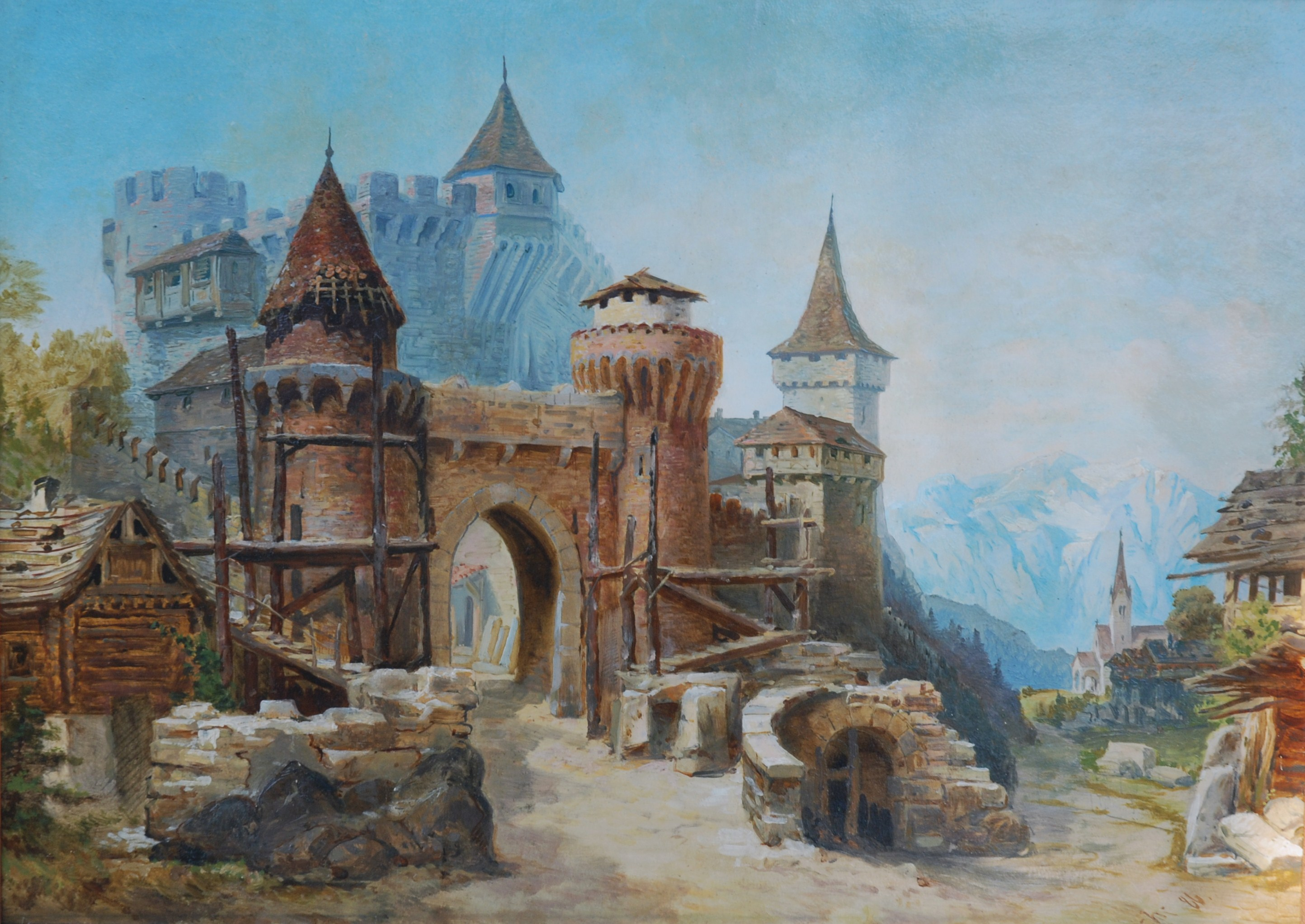
Carlo Brioschi: Alte Burg in Voralpenlandschaft

Carlo Brioschi (* 24. Juni 1826 in Mailand; † 12. November 1895 in Wien) war ein österreichischer Theatermaler.

## Leben und Werk
Carlo Giovanni Aristide Brioschi war der Sohn des Theatermalers Giuseppe Brioschi († in Wien 1856) und Vater seiner Söhne Othmar Brioschi (1854–1912) und Anton Brioschi (1855–1920). 1853 wirkte er in Paris. Von 1856 bis 1886 war er Nachfolger seines Vaters als Vorstand des Malerateliers der Wiener Hofoper. Er war Schüler von Leopold Kupelwieser, Thomas Ender und Franz Steinfeld (1787–1868) an der Wiener Akademie.
Zusammen mit Johann Kautsky und Hermann Burghart gründete Carlo Brioschi das Gemeinschaftsunternehmen „Brioschi, Burghart und Kautsky, k.u.k. Hoftheatermaler in Wien“, indem neben Dutzenden von Arbeitern wie Tischler, Schlosser, Mechaniker und Sachbearbeiter auch zahlreiche Maler wie Georg Janny, Konrad Petrides, Leopold Rothaug, Ferdinand Brunner und Alfons Mucha tätig waren. Das Atelier erhielt Aufträge im In- und Ausland und belieferte u. a. Häuser in Deutschland, Tschechien, England und Amerika (Metropolitan Opera). Das Atelier war unter anderem für die Bühnenbilder der Wiener Erstaufführung von Tristan und Isolde verantwortlich.